# Laver Cup 2025
Alcaraz zverev nadal djokovic sinner rune ruud Ahmed eubanks fils Monfils fonseca tsisipas Shelton tiafoe